# Rolla Seshagiri Rao
Rolla Seshagiri Rao (19 agosto 1921 – Noida, 23 febbraio 2015) è stato un botanico indiano specializzato della flora indiana e membro del Botanical Survey of India. Fu professore di botanica al PR Government College nel Kakinada dal 1942 al 1950. Partecipò alla "spedizione indiana" a Cho-Oyu nel Nepal orientale.

## Pubblicazioni
Questa lista è suscettibile di variazioni e potrebbe essere incompleta o non aggiornata.

- (EN) Rolla seshagiri Rao e S. Hara Sreeramulu, Flora of Srikakulam District, Andhra Pradesh, India, Meerut: Indian Botanical Society, 1986.
- Rolla seshagiri Rao e S. Hara Sreeramulu, Flora of India Series: Series II: State Flora Analysis: Flora of Goa, Diu, Daman, Dadra and Nagarhaveli, Meerut: Indian Botanical Society, 1986.
- Rolla seshagiri Rao, S. Hara Sreeramulu, S. Sudhakar e P. Venkanna, Flora of East Godavari District, Andhra Pradesh, India, Meerut: Indian Botanical Society, 1999.
- Rolla seshagiri Rao e S. Hara Sreeramulu, Floristic environment of lake Kolleru, Meerut: Indian Botanical Society, 2003, ISBN 81-7800-046-6.